# Piper squamuliferum
Piper squamuliferum är en pepparväxtart som beskrevs av C. Dc.. Piper squamuliferum ingår i släktet Piper och familjen pepparväxter. Inga underarter finns listade i Catalogue of Life.